# 赤谷山城

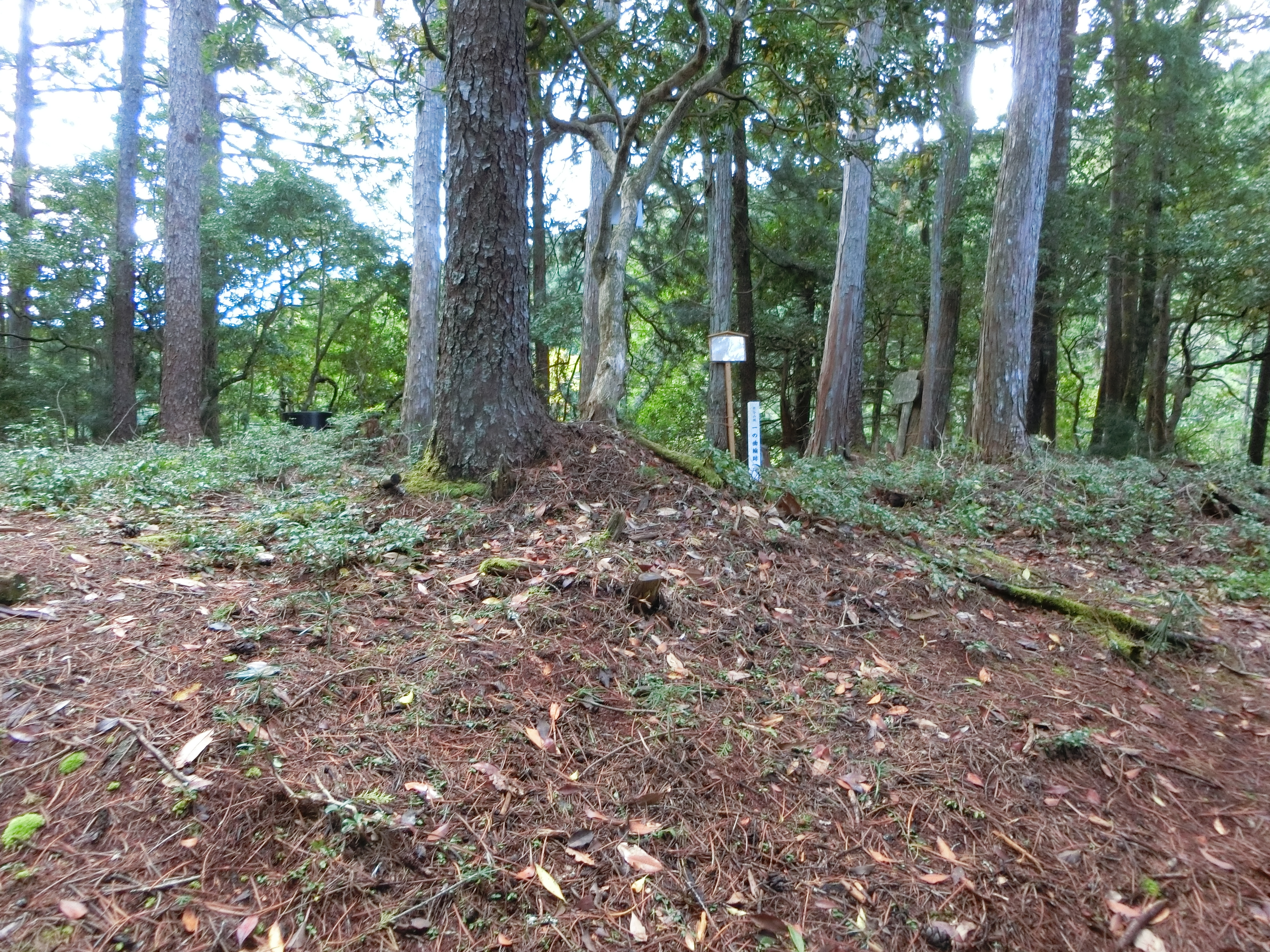
一の曲輪(2021年)

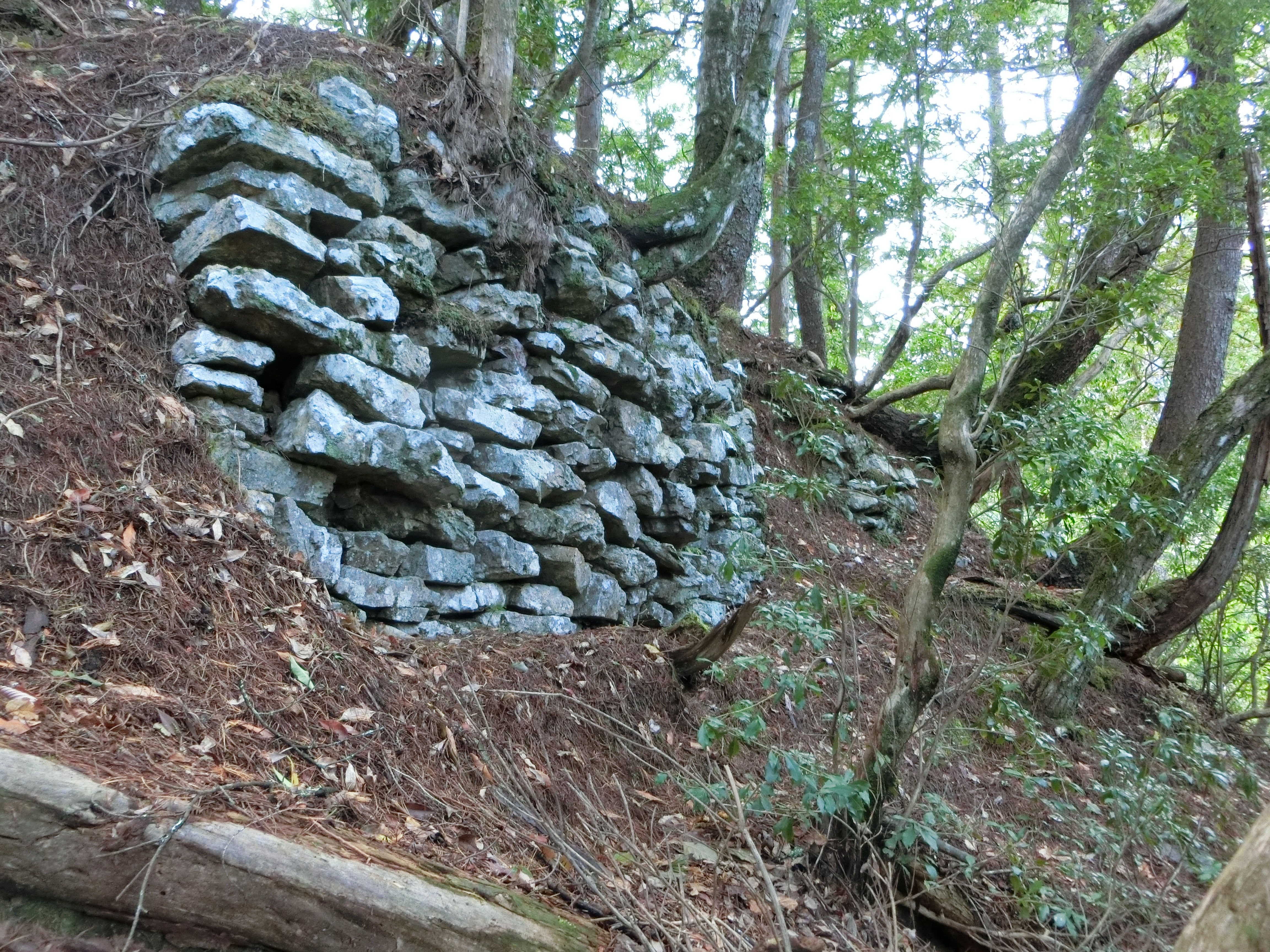
一の曲輪の石垣(2021年)

赤谷山城（あかだにやまじょう）あるいは東殿山城（とうどやまじょう）は、岐阜県郡上市八幡町島谷にあった戦国時代の日本の城（山城）。東常慶らによって郡上郡支配の拠点として使用された。石垣などの遺構が残っている。

## 名称と位置関係について

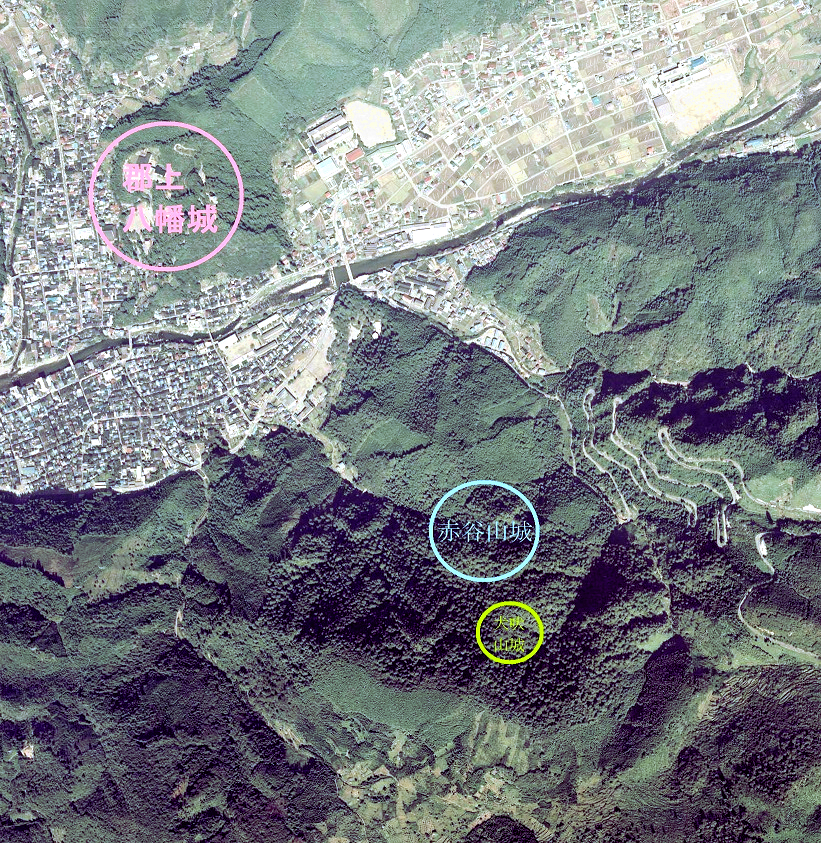
赤谷山城・犬吠山城・八幡城の位置関係。高田（2010）の解説による。

後述するように、赤谷山には、以下の二つの城跡が存在する。
- 古城[5] - 東益之が応永16年（1409年）に築城した城。
- 新城[5] - 東常慶が 天文9年（1540年）に築城。

これらに加えて、城郭研究者の高田徹によれば、関ヶ原の戦いに関連する陣所跡が赤谷山に存在していた可能性がある。
これらの城跡の名称と位置関係について、1970年代発行の『日本城郭大系』では、北西の峰にある城が古城（赤谷山城）であり、南東の峰にある城が新城（東殿山城、犬鳴城、気良城）であるとされていた。
しかし、八幡町（現郡上市）および高田は、南東側の城を犬吠山城（古城）であるとし、北西側の城を赤谷山城=東殿山城（新城）であるとしている。そして、「東殿山城」という名称については「東氏の殿様の山城」として江戸時代以降に使われた呼称であるとし、戦国時代当時の名称は「赤谷山城」であったとしている 。
このように、赤谷山城と犬吠山城は別の城であるのに、その呼称と城の歴史が混同している向きがあり、現在でも各書籍にもそれが散見される。八幡町教育委員会（現・郡上市八幡町文化財保護協会）は、この混同の最大の原因は犬吠山系赤谷山の中に二つの城が並立し、同じ東氏が築いたことにあるとしている。
なお、登山道の標柱も「八幡町赤谷山城」となっている旨を高田は述べている。ただし、標柱の存在するあたりは前述の関ヶ原合戦時の陣所であるとも考えられる。

## 歴史・沿革

### 東益之の時代
応永16年（1409年）に、東氏の6代目、東益之によって犬啼山系赤谷山に城郭が築かれた。益之は篠脇城を居城として、美濃国郡上郡の支配をしていた人物である。この城郭は、気良・和良・下川等の要地を押さえる支城だったと見られる（詳細は#犬啼山城を参照）。

### 東常慶の時代
天文10年（1541年）になると、東氏の13代目にあたる東常慶が、篠脇城から赤谷山城へと居城を移した。
その理由は、篠脇城が郡上防衛に不十分だったことである。常慶は、天文9年（1540年）、同10年（1541年）と二度にわたり越前朝倉氏の侵攻を受けていた。『遠藤家先祖覚書』では「同年篠脇之城、朝倉勢攻来候事、寄手近く城地不宜様ニ被思召、八幡赤谷山之城」とあり、篠脇城よりも防衛にふさわしい地として赤谷山が選ばれたとされる。

### 赤谷山城の戦い
ところが、東氏の勢力はしだいに衰え、支流の遠藤氏の勢力が強大になった。当時、遠藤氏は、遠藤胤縁が木越城を拠点とし、その弟の遠藤盛数は鶴尾山城を拠点としていた。
そこで、常慶は家督を娘婿の遠藤盛数に譲ることとした。しかし、常慶の子である東常堯はこれに納得しなかった。常堯は胤縁の娘を妻とし、盛数に対抗することを計画する。しかし、胤縁はこれを拒絶した。常堯は胤縁の娘を拉致しようと、木越城に乗り込むが、かえって捕らえられて侮辱を受けた。
この結果、常堯は胤縁を恨むようになった。永禄2年（1559年）8月1日、常堯は、赤谷山城を訪れた遠藤胤縁を暗殺した。
盛数は、弔い合戦を大義名分として兵を挙げ、8月14日に出陣して東殿山城を攻めた。遠藤氏は、飛騨の三木良頼の支援を受けていたともいう。
盛数方としては、粥川甚右衛門、餌取六郎右衛門、胤縁の子である遠藤胤俊、畑佐備後・鷲見氏などが参戦した。一方、常慶方には、東尚胤・東常氏父子や、周辺の諸勢力が加わった。
盛数方の軍勢は、吉田川をはさんで対岸に位置する八幡山に陣をかまえた。これに対し、常慶方は吉田川の橋を壊して防御を図ったが失敗し、赤谷山城は三方から攻められることとなった。
10日間の防戦の末、8月24日に城は炎上し、常慶は戦死した。常堯は飛騨の内ケ島氏のもとへ逃れた。こうして赤谷山城は落城し、東氏は滅亡した。城の東側の谷は、この戦いで兵が転げ落ちたことから、今でも「地獄谷」と呼ばれている。

### その後
赤谷山城攻撃の際に、遠藤氏は八幡山に陣を築いた。これが後の八幡城となる。郡上郡支配の拠点は、赤谷山城から八幡城へと移ることとなった。常堯は内ヶ島氏の勢力を頼みとして復帰を図ったものの果たせず、赤谷山城は廃城となった。
後に、遠藤氏は郡上郡を逐われた。慶長5年(1600年)、遠藤慶隆は、関ヶ原合戦の際に八幡城奪回を企てた。慶隆は、赤谷山北麓の愛宕神社付近に布陣したが、敵方の稲葉貞通に責められて敗走した。この際の戦死者を弔う「五人塚」が愛宕公園内にある。なお、この慶隆の陣所は赤谷山城の範囲と被っている可能性がある。

## 伝承
- 赤谷川の由来 - 赤谷山から湧き出る川の水は赤く、そのため「赤谷川」と呼ばれている。「赤谷山」や麓の「赤谷村」の地名もこれに由来する。赤谷川の水が赤いのは、赤谷山城が落ちた際の戦死者の血が今でも流れているためだという伝説がある[4]。もっとも、川の水が赤いのは水質に鉄分が多く含まれているためである[9]。
- 白米城伝説 - 敵方に水が十分にあるとを偽るため、城内の兵は馬を白米で洗う様子を見せた。しかし、南麓の安久田地区の老婆が、水ではなく白米であることを密告してしまい、城は落城した。その祟りで安久田では現在も水が枯渇しているのだと伝えられている[6]。

## 遺構・構造

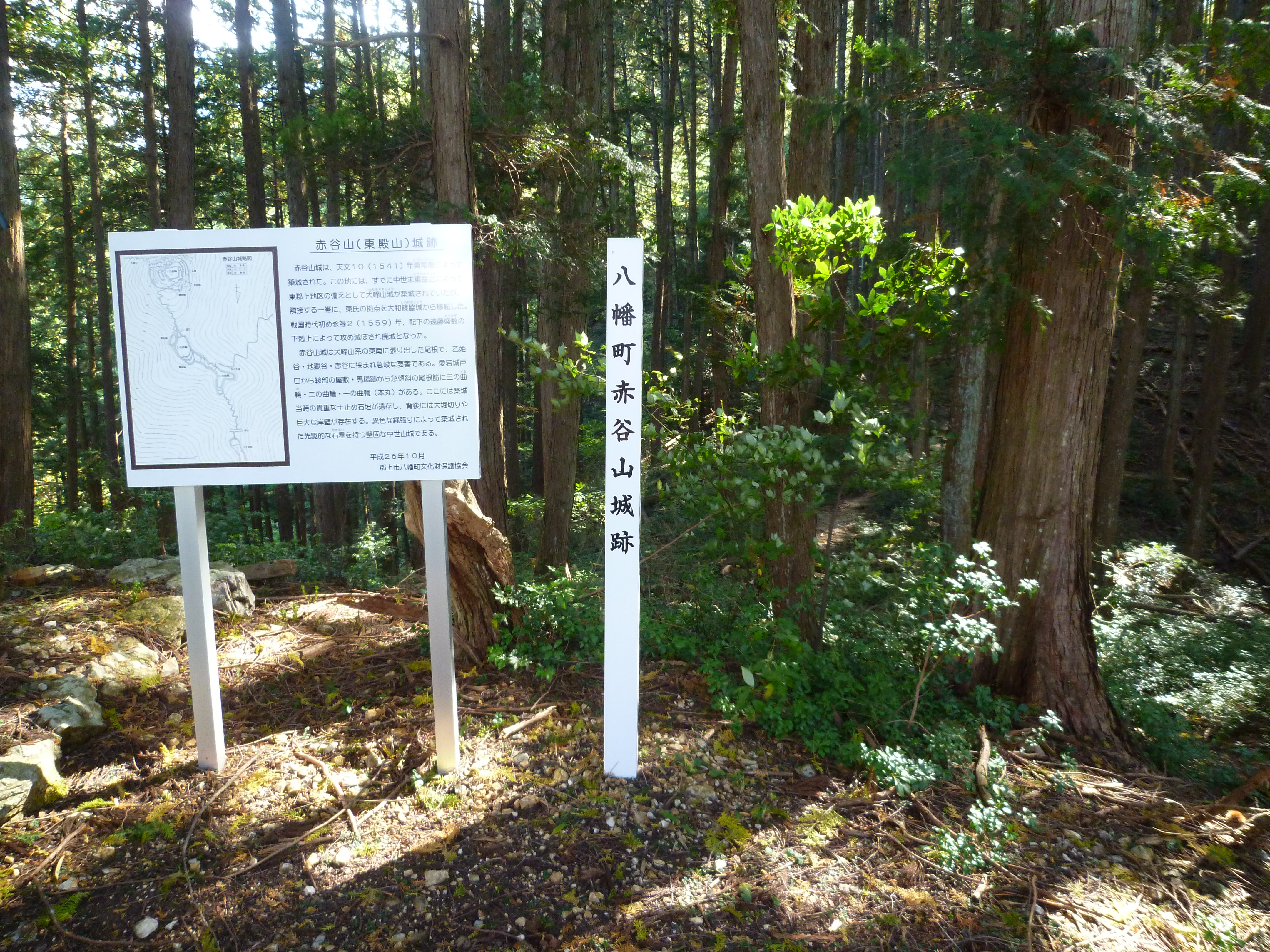
東殿山にある、赤谷山城の標柱と解説板。

### 立地
海抜520メートル（比高約280メートル）に位置する。東氏が従来使用していた篠脇城の比高が約180メートルであるから、比較するとかなりの高所である。また、狭い尾根上に選地しているため、遮断性が高く、防御性に優れている。

### 主郭
約15メートル四方とかなり狭くなっている。南側は断崖絶壁となっており、自然地形ではあるものの、高い防御性を発揮している。

### 石垣
主郭の斜面の一部に石垣が残存する。石材は付近のチャート石である。サイズ50センチメートルほどの石垣が積まれ、高さは1.5メートル、横幅は8メートルほどとなっている。この石垣は防御目的のものではないことが特徴である。石垣は主郭の平坦面が崩れないようにする土留めとして用いられていた。築城当時は、主郭周辺を石垣が取り巻いてたと考えられる。
また、主郭から西方に離れた場所に「水呑場」と称される石垣も存在する。これはもともと約30メートルほどの長さがあり、岩間から水が流れていたが、1989年の大雨で崩壊してしまった。

### 曲輪
主郭の北側に曲輪が複数存在するものの、平坦さを欠いているものも多く、曲輪跡でない可能性があるものも含まれる。

## 犬啼山城
犬啼山城（いんなきやまじょう）は、現在の岐阜県郡上市八幡町安久田に存在したとされる山城である。犬吠山城とも書き、赤谷山城と同じ山に築かれたので赤谷山古城とも呼ばれている。ここでは、「犬啼山城」で表記を統一する。

### 沿革
応永16年（1409年）9月、土岐頼益が東氏6代当主の東師氏が病臥中と聞き、これを好機とみなして郡上へ二方面より攻めた。しかし、東氏の守りは固く撤退した。師氏の子東益之は郡上東部気良庄の土岐氏を追放し、北部長滝領（現・郡上市白鳥町二日町）に二日町城を築いて、自分の子である安東氏世を入れて北方の備えとした。次いで、気良・和良・下川筋を監視できるように気良庄内にある犬啼山系赤谷山に城を築いた。

### 位置
犬啼山城は、標高578メートルのいわゆる「東殿山」の山頂から安久田寄りにあるとされる。紛らわしいが、赤谷山城（東殿山城）とは別の城郭である。この城跡については平坦地が存在するものの、自然地形との区別がつかず、城郭遺構であるかどうかは、はっきりとしない。
平坦地に「御馬屋」、付近の池に「井戸」などの名称が残るなど、城郭との関連をうかがわせている。

## アクセス
- 長良川鉄道郡上八幡駅→愛宕公園→五人塚→主郭